# Luciano di Samosata
Luciano di Samosata (in greco antico: Λουκιανός ὁ Σαμοσατεύς Lūkianós ho Samosatéus, in latino: Lucianus Samosatensis; Samosata, 120 circa – Atene, tra il 180 e il 192) è stato uno scrittore, retore e filosofo siro di lingua greca antica, celeberrimo per la sua arguzia e per la forte irriverenza dei suoi corrosivi scritti satirici, con cui spesso ridicolizzava superstizione, pratiche religiose e fede nel paranormale.
Esponente della seconda sofistica, oltreché simpatizzante dell'epicureismo, Luciano nacque sotto l'imperatore Adriano e fu politicamente vicino alla dinastia antonina, in particolar modo durante i principati di Antonino Pio e Marco Aurelio. Sebbene la sua lingua madre fosse probabilmente il siriaco, tutte le sue opere esistenti furono scritte interamente in greco antico (redatte, nella fattispecie, prevalentemente nel dialetto attico, ertosi al secolo quale forma standard del greco antico).

## Biografia
Luciano nacque intorno al 120 d.C. a Samosata (l'odierna Samsat, nella Turchia sud-orientale), antica e florida città della provincia romana della Siria, che vantava un passato da capitale dell'antico Regno di Commagene (già Stato cliente romano, poi annesso direttamente all'impero da Vespasiano), in una modesta famiglia siriaca.
Benché, con ogni probabilità, fosse di madrelingua siriaca (come al tempo lo era un'ampia fetta della popolazione locale), egli produsse tutto il corpus della propria opera in greco antico, che imparò a scuola, con la maggior parte dei propri scritti redatti in dialetto attico, alquanto in voga durante il periodo della seconda sofistica, rivolgendosi essenzialmente ad un pubblico di lingua e cultura greca. Ciononostante, egli in vita non si definì mai greco, pur dimostrando tutta una serie di caratteristiche della propria personalità intellettuale indubbiamente ellenistiche, e non rinnegò mai le proprie origini "barbare" (ossia non-greche); anzi, spesso e volentieri concentrò la propria invettiva satireggiante proprio sulle tante differenze ed aspetti contrapposti tra la sua cultura natìa e quella greca.

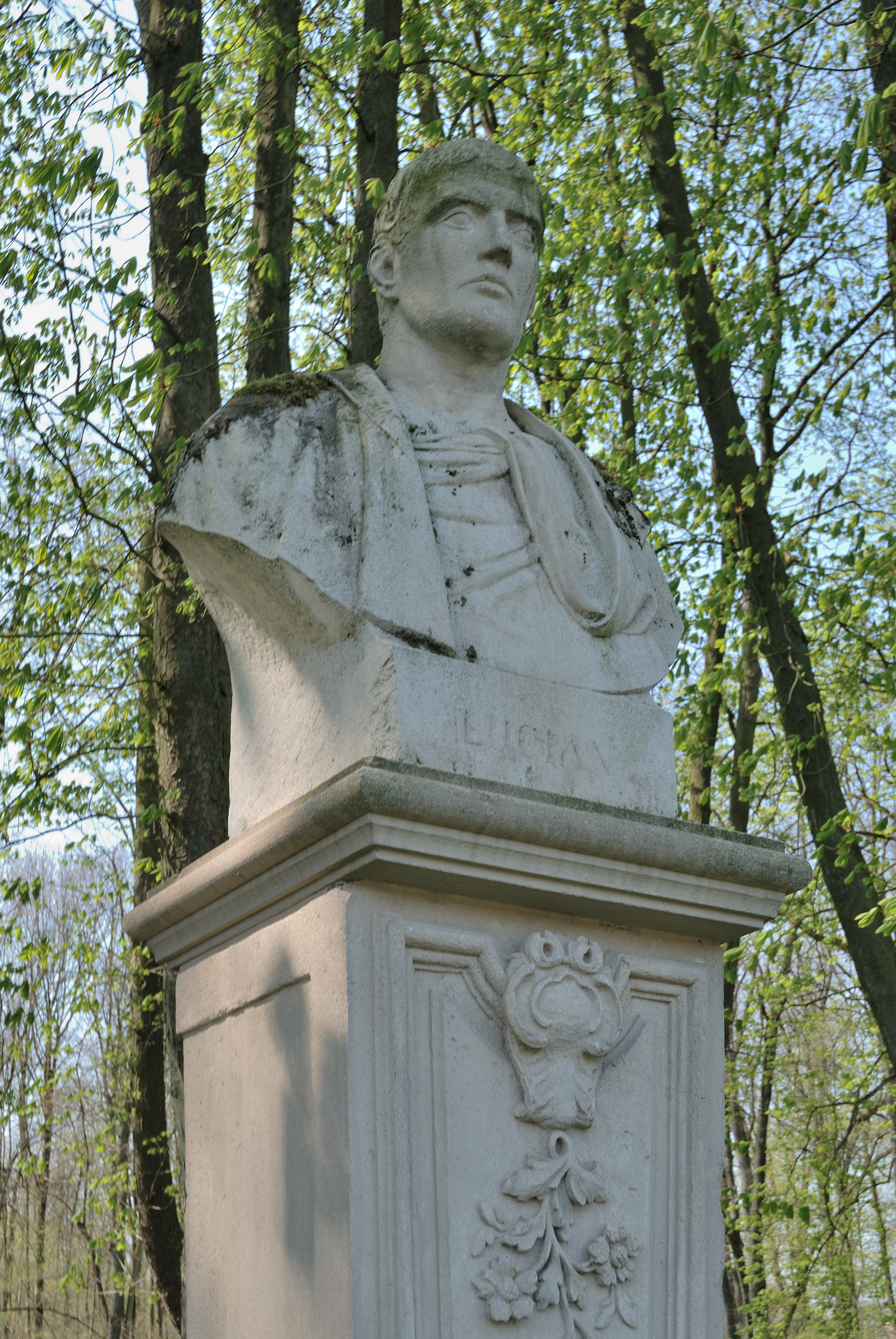
Busto moderno di Luciano

Stando a quanto da egli stesso asserito in una sua orazione, Il sogno, da giovane ebbe, seguendo la tradizione della famiglia materna, una breve e deludente esperienza nel laboratorio di scultura dello zio, dal quale il futuro scrittore fu cacciato dopo aver distrutto una lastra di marmo che doveva essere sgrossata. Scoperta dunque la propria vocazione letteraria, egli studiò presso i sofisti dell'epoca, nell'Asia Minore ionica, la grammatica e la retorica, assicurandosi una perfetta assimilazione della lingua greca e dei principi culturali dell'ellenismo.
Successivamente Luciano fece moltissimi viaggi, in qualità di maestro di retorica e conferenziere o come ambasciatore della sua città natale, in Asia Minore, Grecia, Italia e Gallia. Inoltre egli svolse l'attività di avvocato in Antiochia di Siria (155-158). Nel 159 fu inviato come ambasciatore a Roma, dove ebbe l'occasione di entrare in contatto con il filosofo medioplatonico Nigrino, da cui fu influenzato. Tornato ad Antiochia (160) vi rimase fino al 162, pur recandosi talvolta in Grecia. In veste di segretario della cancelleria imperiale si trasferì in Egitto, dal 173 al 176. Dopo questo incarico, si stabilì definitivamente ad Atene, dove morì in una data imprecisata tra il 180 e il 192.

## Opere
La produzione letteraria di Luciano spazia su generi ed argomenti tra loro molto differenti ma con una costante di fondo: la critica e la satira nei confronti delle scuole ufficiali così come dei pregiudizi dell'opinione volgare.
Nell'ambito delle esercitazioni retoriche e delle declamazioni sofistiche sono da segnalare Falaride I e II, il Diseredato e il Tirannicida, oltre all'Elogio della mosca, che rientra negli encomi paradossali, genere in voga presso i retori dell'epoca. Paradigmatico e antropologicamente significativo "Come difendersi dalla calunnia" ci trasmette l'idea di una società del "potere" che va di pari passo col Principe di Machiavelli secoli e secoli dopo.
Tra le sue opere più significative c'è il trattato Come si deve scrivere la Storia, esortazione ad una storiografia fondata sull'obiettività e lontana da ogni forma di adulazione dei potenti. Quasi come antifrasi alle sue teorie scrisse la Storia vera, racconto su un viaggio fantastico al di là delle colonne d'Ercole, in cui i protagonisti, tra cui lo scrittore, incontrano creature fantastiche, arrivando addirittura a viaggiare nello spazio e ad incontrare i Seleniti, antichi extraterrestri: si tratta di una divertente parodia nei confronti delle opere di poeti, storici e filosofi contemporanei. Si richiama ai canoni del genere romanzesco greco un altro famoso componimento (la cui attribuzione a Luciano peraltro è incerta) dal titolo Lucio o l'asino.
La sua fama è però soprattutto legata ai dialoghi, alcuni dei quali sono raggruppati in modo da formare delle serie organiche (i Dialoghi degli dei, i Dialoghi marini, i Dialoghi dei morti, i Dialoghi delle cortigiane), mentre un altro filone è costituito dai dialoghi di contenuto morale, filosofico e religioso, caratterizzati da una vis satirica e polemica, acre soprattutto verso i cinici, e da una evidente simpatia verso Epicuro: tra questi, si segnalano Menippo o la necromanzia, Icaromenippo, Caronte, Zeus confutato, Zeus tragedo, Prometeo o il Caucaso, l'Assemblea degli dei, Due volte accusato, la Vendite delle vite all'asta e l'Alessandro o il falso profeta, La vita di Demonatte, La morte di Peregrino.
Il Sogno è uno scritto in parte autobiografico e in parte allegorico. Nella seconda parte viene descritto un sogno fece Luciano una notte: c'erano due donne che gli parlavano, la Statuaria e l'Istruzione. Ognuna cercava di attrarlo a sé, parlandogli dei bei vantaggi nella vita che lo aspettavano se lui avesse seguito una di loro. Alla fine vinse la causa l'Istruzione, la quale aiutò il ragazzo a convincere i suoi genitori e se stesso che quella era la strada da percorrere. Infatti, Luciano si diede anima e corpo allo studio letterario, rivelando così una padronanza e perfezione molto grandi nel mestiere. Egli poté dunque mettere a frutto lo studio, avendo così molto successo.
Tra le sue tante attività, si dedicò anche alla raccolta di storie e leggende della tradizione greca. E a quanto pare fu lui a "creare" la figura di Fidippide, il soldato greco che corse ad Atene dopo la battaglia di Maratona senza fermarsi per poter annunciare "Nike! Nike!" ("Vittoria! Vittoria!") e spirare subito dopo. Pare che in realtà Fidippide fosse un antico messaggero greco per nulla collegato alla battaglia di Maratona, mentre il soldato morto dopo l'annuncio pare si chiamasse Tersippo o Eucle. Tuttavia gli storici contemporanei della battaglia (Erodoto in primis) non fanno alcun riferimento a tale avvenimento. Dal mito di Filippide e della sua corsa Pierre de Coubertin trasse l'ispirazione per la creazione dell'odierna maratona.
Ai Dialoghi di Luciano di Samosata si ispirò Giacomo Leopardi per le sue Operette morali.
Fra i traduttori italiani delle sue opere si ricordano Pandolfo Collenuccio, Luigi Settembrini, Quintino Cataudella e Vincenzo Longo.

### Edizioni critiche
- Luciano di Samosata, Dialoghi, a cura di Vincenzo Longo. Torino, UTET, 1976-1993, 3 volumi (testo greco a fronte).
- Luciano di Samosata, Tutti gli scritti, traduzione di Luigi Settembrini. Milano, Bompiani, 2007 (testo greco a fronte).
- Luciano di Samosata, [Opere], Parigi, Firmin-Didot, 1884,  p. 851.
- (EL) Luciano di Samosata, [Opere]. 1, Biponti, Ex Typographia Societatis, 1789. URL consultato il 10 marzo 2015.
- (EL) Luciano di Samosata, [Opere]. 2, Biponti, Ex Typographia Societatis, 1789. URL consultato il 10 marzo 2015.
- (EL) Luciano di Samosata, [Opere]. 4, Biponti, Ex Typographia Societatis, 1790. URL consultato il 10 marzo 2015.
- (EL) Luciano di Samosata, [Opere]. 5, Biponti, Ex Typographia Societatis, 1790. URL consultato il 10 marzo 2015.
- (EL) Luciano di Samosata, [Opere]. 6, Biponti, Ex Typographia Societatis, 1790. URL consultato il 10 marzo 2015.
- (EL) Luciano di Samosata, [Opere]. 7, Biponti, Ex Typographia Societatis, 1790. URL consultato il 10 marzo 2015.
- (EL) Luciano di Samosata, [Opere]. 8, Biponti, Ex Typographia Societatis, 1790. URL consultato il 10 marzo 2015.
- (EL) Luciano di Samosata, [Opere]. 9, Biponti, Ex Typographia Societatis, 1791. URL consultato il 10 marzo 2015.
- (EL) Luciano di Samosata, [Opere]. 10, Biponti, Ex Typographia Societatis, 1793. URL consultato il 10 marzo 2015.

### Altro
- E. Mattioli, Luciano e l'umanesimo. Napoli, 1980.
- Enrico Bisanti, Il modo ottativo in Luciano, Bibl. Antichistica, Univ. di Pisa, 1969.